# Аманда и инопланетянин
«Аманда и инопланетянин» (англ. Amanda & The Alien) — фантастический телефильм 1995 года, снятый режиссёром Джоном Кроллом. Фильм представляет собой комедию с элементами пародии.
Главную роль Аманды исполнила Николь Эггерт.

## Сюжет
На Землю прилетают инопланетяне. Они имеют несколько несвойственных людям особенностей: они могут «занять» тело любого человека, могут заниматься любовью то в теле женщины, то в теле мужчины, они возбуждаются от специй, но кроме того они и опасны, так как поедают живых людей.
Инопланетяне уже засветились, уничтожив нескольких людей. Поэтому спецслужбы решают их ликвидировать. Двум инопланетянам удаётся убежать — они захватили два тела, и теперь они мужчина и женщина. За ними гонится ФБР, и новые «люди» пытаются найти помощь среди людей.
Один из инопланетян (тот, который занял женское тело и теперь выглядит красивой девушкой) знакомится с Амандой. Аманда тоже привлекательная девушка, которая работает в магазине одежды. Её жизнь ничем не примечательна — она обычная девушка.
Парень Аманды ей изменил. Аманда хочет отомстить ему, и по её просьбе её новый друг-инопланетянин съедает его и занимает его тело. Инопланетянин влюбляется в Аманду, и они становятся любовниками. Новый друг по душе девушке и она помогает ему спастись от преследования спецслужб.

## В ролях
- Николь Эггерт — Аманда Пэттерсон
- Джон Диль — Полковник Розенкранс
- Майкл Дорн — Лейтенант Вайнт
- Стейси Кич — Эммитт Меллори
- Девид Миллберн — Лейтенант ЛеБэу
- Ден О'Коннор — Ник
- Реймонд Тёрнер — Мак
- Алекс Менесес — Конни Флорез
- Майкл Бендетти — Чарли Ноблес